# Kaple svatého Michaela archanděla (Dolní Dvůr)
Kaple svatého Michaela je malá římskokatolická kaple v obci Dolní Dvůr v okrese Trutnov v Královéhradeckém kraji.

## Historie
Malá kaplička na soutoku Malého Labe a Kotelského potoka je předchůdcem kostela sv. Josefa. Kapličku postavili v polovině 16. století tyrolští horníci, které sem přivedl majitel zdejšího panství Kryštof Gendorf z Gendorfu. Kaplička je na levé straně Rudného náměstí. V roce 2001 byla zrestaurována a vybavena obrazem archanděla Michaela z dílny malířky paní Heldové.